# Ingrid Zetterlund-Persson
Ingrid Zetterlund-Persson född 1957, är en svensk författare.

## Priser och utmärkelser
- Årets Pandabok (barnboksklassen) 2006 för Vatten:Guttas resa mellan himmel och hav